# 広西人民出版社
広西人民出版社（こうせいじんみんしゅっぱんしゃ）は1952年8月18日に中華人民共和国南寧市で設立された総合出版社の1つである。当社の発行ジャンルは：マルクス・レーニン主義、毛沢東思想の理論著作；マルクス主義の指導的哲学、政治、法律、経済、歴史等研究著作、これらの分類の辞書、工具所；党委員会の支部、自治区政府が出版の宣伝方針、政策の書籍及び時事宣伝の書籍；党史、党建書籍及び通俗政治理論の書籍、青年思想教育の書籍；古書整理及び旅行ガイドを出版している
広西人民出版社が設立されてから、出版図書は1万種以上にも及ぶ。比較的影響の大きな書籍を有する：
- 領導科学基礎
- 接力書信集
- 広西各民族民間図案選筋
- 漓江百里図
- 広西革命回憶録
- 紅軍長征過広西

など